# Death metal suedez
Death metalul suedez este o scenă muzicală death metalului, dezvoltată în Suedia. Multe formații death metal suedeze sunt asociate cu mișcarea melodic death metal, oferind astfel death metalului suedez un sunet diferit de alte variante de death metal. Spre deosebire de formațiile americane de death metal, primele formații suedeze au fost bazate pe punk rock. Deși Norvegia este cunoscută pentru cantitatea de black metal, Göteborg în Suedia are o scenă largă de death metal melodic, în timp ce Stockholm este cunoscut pentru scena sa de death metal brut.